# José Antonio Abreu
José Antonio Abreu Anselmi (Valera, 7 de mayo de 1939-Caracas, 24 de marzo de 2018) fue un músico, economista, político, activista y educador venezolano.
Fundó la Orquesta Nacional Juvenil de Venezuela y el Sistema Nacional de Orquestas Sinfónicas Juveniles, Infantiles y Pre-Infantiles de Venezuela. Tenía los títulos de profesor ejecutante, Maestro Compositor y Director Orquestal obtenidos en la Escuela Superior de Música José Ángel Lamas de Caracas. Muere el 24 de marzo de 2018 y el 7 de abril se le rinde un homenaje y participan más de  10 000 músicos de distintos núcleos a nivel nacional como Caracas, Vargas, Guarenas, Guatire. etc
Además de compositor, pianista, clavecinista y organista, era economista summa cum laude y había recibido doctorados honoris causa en economía, música, educación y medicina de diversas universidades a nivel mundial. Estaba considerado uno de los iconos culturales y musicales de Venezuela.

## Datos biográficos
Vivió en Monte Carmelo, Estado Trujillo en sus primeros años de vida. Abreu comenzó a estudiar música con Doralisa Jiménez de Medina, en Barquisimeto. Más tarde, asistió a la Academia de Declamación Musical de Caracas en 1957, donde estudió piano con Moisés Moleiro, el órgano y clavecín con Evencio Castellanos y composición con Vicente Emilio Sojo, en la Escuela Superior de Música José Ángel Lamas. Se graduó como economista en la Universidad Católica Andrés Bello. En 1963, fue elegido como diputado al Congreso Nacional, postulado por el partido Frente Nacional Democrático (FND) fundado por el escritor venezolano Arturo Uslar Pietri. En 1967 recibió el Premio Nacional de Música Sinfónica por su habilidad como compositor. 
Durante las décadas de 1960 y 1970 impartió la cátedra de economía en distintas universidades de Venezuela. Entre 1989 y 1995 se desempeñó en los cargos de ministro de la Cultura, vicepresidente y director del Consejo Nacional de la Cultura (CONAC). Colaboró en la implementación de la Misión Música, diseñada por el gobierno del presidente Hugo Chávez para proveer de educación e instrumentos musicales gratuitos a los niños venezolanos. También es muy reconocido en varios libros.

## Creación de «El Sistema»
Fue en 1975 cuando fundó y dirigió la Orquesta Sinfónica Nacional Juvenil y la Fundación del Estado para el Sistema Nacional de las Orquestas Juveniles e Infantiles de Venezuela (FESNOJIV), que es una red de orquestas infantiles, juveniles y coros que involucra cerca de 1.000 000 de jóvenes músicos.
Se trata de un método de educación juvenil innovador en el que la música es la principal vía para el mejoramiento social e intelectual. Tiene como su máxima expresión la Orquesta Sinfónica de la Juventud Venezolana Simón Bolívar fundada en 1979. Recibió el Premio Nacional de Música de 1979 por su trabajo en El Sistema. Bajo la dirección de Abreu, El Sistema ha participado en programas de intercambio y de cooperación musical con países de todo el mundo.
Este sistema ha sido modelo para otros países de Latinoamérica, el Caribe, América del Norte y Europa. Ha sido merecedor de reconocimientos nacionales e internacionales, entre los cuales destaca el Premio Príncipe de Asturias de las Artes 2008.

## Premios y honores
En 1993, El Sistema fue galardonado con el famoso Premio Internacional de Música IMC-UNESCO en la clase de institución. Además, la UNESCO nombró a Abreu como Embajador en Misión Especial para el Desarrollo de una Red Global de Orquestas Juveniles e Infantiles y Coros en 1995 y como representante especial para el desarrollo de la red de orquestas en el marco del Movimiento Mundial de Orquestas Juveniles e Infantiles y Coros de la UNESCO.

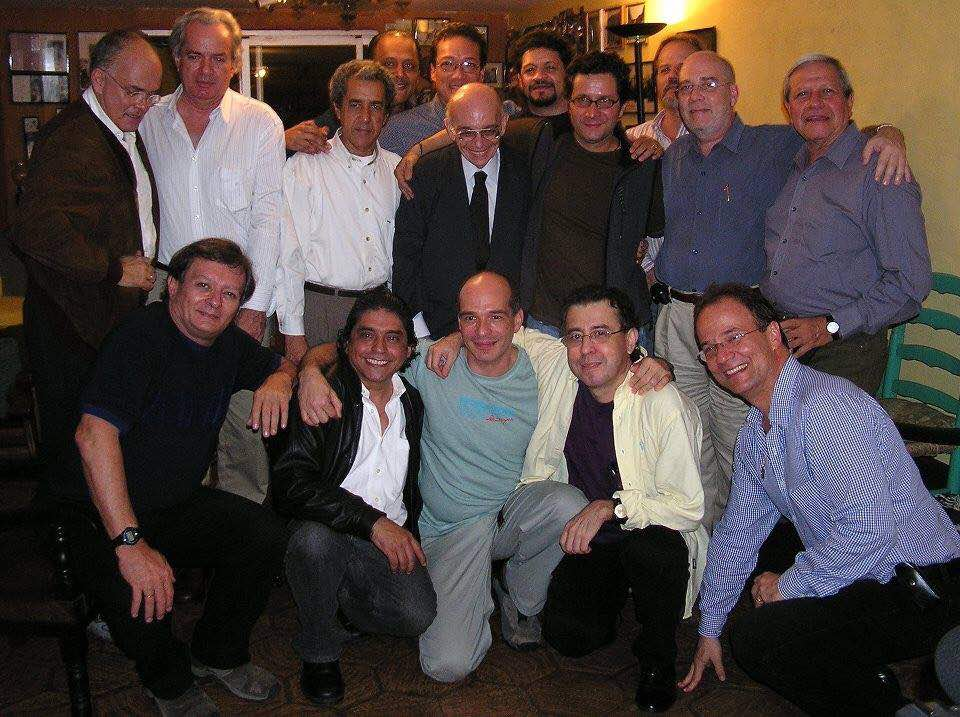
José Antonio Abreu con pioneros del Sistema de Orquestas.

Este proyecto fue creado en el contexto de un proyecto interdisciplinario 'Hacia una Cultura de Paz'. Abreu coordinó el programa a través de la oficina de la Unesco en Caracas. También fue designado embajador de Buena Voluntad por la Unesco en 1998.
En 2001, Abreu fue honrado con un premio Right Livelihood Award  y el doctorado honoris causa por el Conservatorio de Música de Nueva Inglaterra (Boston, 2002). En 2004 fue galardonado con el World Culture Open Creative Arts Award. Entre sus numerosos galardones son el Gran Cordón de la Orden del Sol Naciente en Japón en 2007, el Premio Glenn Gould en Canadá en 2008, el Premio Internacional Puccini en Italia en 2008, miembro honorario de la Royal Philharmonic Society en el Reino Unido en 2008, y la Sociedad de la Beethoven-Haus en Alemania en 2008. Abreu fue también cofundador y vicepresidente de la Orquesta de las Américas.
En 2007 las universidades Católica Andrés Bello y Nacional Experimental Francisco de Miranda, ambas de Venezuela, le otorgaron el título de honoris causa además de recibir el Premio Don Juan de Borbón de la Música, en su segunda edición. Cuando recibió el Premio de Derechos Humanos B'nai B'rith en 2008, Abreu resumió brevemente el objetivo de El Sistema y de la obra de su vida diciendo: 

En la lucha por los Derechos Humanos, que nos incorporan con fuerza el derecho del niño a la música sublime, en cuyo seno brilla Existencia en su esplendor y su misterio inefable. Vamos a mostrar a nuestros hijos la belleza de la música y la música revelará a nuestros hijos la belleza de la vida.

En 2008 recibió como director de El Sistema el Premio Príncipe de Asturias de las Artes. En 2009, Abreu recibió el Premio Cristal del Foro Económico Mundial y el premio TED, que consiste en 100 000 dólares y un deseo para cambiar el mundo. La descripción de sus premios es una descripción clara del trabajo que hace en El Sistema, como se lee:

El maestro ha transformado las vidas de decenas de miles de niños... a través de la música clásica.

El 12 de mayo de 2009, Abreu fue honrado  con el Premio de Música Polar, otorgado por la Real Academia Sueca de Música. Abreu y Peter Gabriel, que también ganó, recibieron sus premios de manos del rey Carlos XVI Gustavo de Suecia en la Sala de Conciertos de Estocolmo el 31 de agosto. La Real Academia Sueca de Música ha dicho acerca de Abreu:

La Polar Music Prize 2009 galardona al director de orquesta venezolano, compositor y economista José Antonio Abreu. Impulsado por una visión que el mundo de la música clásica puede ayudar a mejorar las vidas de los niños de Venezuela, creó la música de la red de El Sistema, que ha dado cientos de miles las herramientas para salir de la pobreza. La creación de El Sistema" ha promovido valores tradicionales, como el respeto, el compañerismo y la humanidad. Su logro nos muestra lo que es posible cuando la música se hace el terreno común y por lo tanto parte de la vida cotidiana de la gente. Al mismo tiempo, una nueva esperanza para el futuro se le ha dado a niños y padres, así como los políticos. La visión de José Antonio Abreu sirve de modelo para todos nosotros.

Al igual que el director de la Orquesta Filarmónica de Berlín, Sir Simon Rattle:

El maestro Abreu ha dedicado su vida a cambiar la vida de generaciones de jóvenes a través de la música y de El Sistema. Gracias a su influencia, más y más gente joven de todo el mundo puede beneficiarse del poder de la música para llegar a todos y lograr un cambio. Trabajar con estos jóvenes músicos es un privilegio y un gran placer y le hace a uno poner los pies en la tierra.

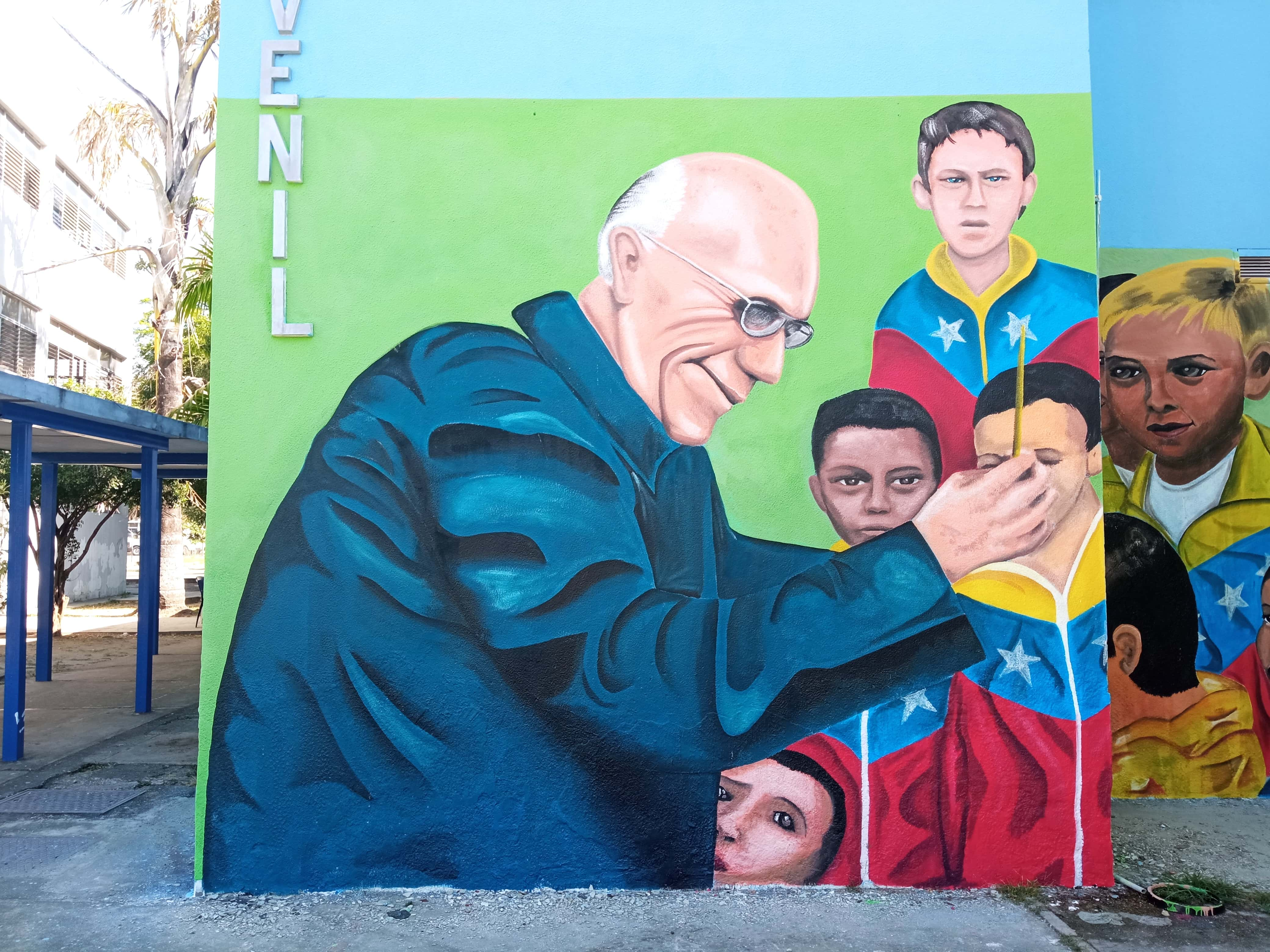
Mural de José Antonio Abreu.

En el 2009 el ministro de Cultura y Comunicación de Francia, Frederic Mitterrand, le impuso las insignias de Oficial del Orden Nacional de la Legión de Honor. En 2010, Abreu fue galardonado con el Premio Erasmus. En 2012, Abreu recibió el doctorado honoris causa por el Instituto de Educación de la Universidad de Londres y el de la Universidad de Carleton en reconocimiento a sus servicios a la educación musical y el cambio social. En 2013, Abreu fue honrado con el premio Trebbia y la Orden Nacional de la Cruz del Sur, otorgada por Brasil por los aportes que ha hecho en el ámbito artístico.
En 2014 la Universidad de Notre Dame le confiere el doctorado honoris causa con la distinción de Servicio Público en Latinoamérica. La Escuela de Música de Longy del Bard College de Nueva York, le otorga un reconocimiento con la mención Letras Humanas y es uno de los protagonistas de la campaña «25 líderes, 25 voces por la infancia», lanzada por la Oficina Regional de Unicef para América Latina y el Caribe con motivo del 25 aniversario de la Convención sobre los Derechos del Niño. En 2019 fue reconocido por la Fundación Konex de la Argentina con el Premio Konex Mercosur (in memoriam) como una de las figuras más sobresalientes de la Música Clásica en América Latina, galardón que se entrega cada 10 años a dicha actividad.